# Ibrahima Conté (calciatore 1996)
Ibrahima Sory Conté (Conakry, 3 aprile 1996) è un calciatore guineano, difensore dell'UTA Arad e della nazionale guineana.

## Caratteristiche tecniche
È un difensore centrale.

## Carriera

### Nazionale
Il 6 luglio 2013 ha esordito con la nazionale guineana disputando il match del Campionato delle Nazioni Africane 2014 perso 3-1 contro il Mali.
Successivamente, è stato convocato per la Coppa delle nazioni africane 2021.